# Chloé Graftiaux
Chloé Graftiaux (født 18. juli 1987 i Brussels, Belgien, død 21. august 2010 i Courmayeur, Italien) var en belgisk sportsklatrer, som døde under et forsøg på at bestige bjerget Aiguille Noire de Peuterey (3,773 m) i Mont Blanc massif. Hun blev 23 år.